# Hieronymus von Dieskau (Der Verneuernde)
Hieronymus von Dieskau (* 1591; † 16. November 1641) war ein deutscher Rittergutsbesitzer, Mitglied der Fruchtbringenden Gesellschaft und Ritter des Johanniterordens. Nach älterer Literatur soll er auch Komtur der Kommende Süpplingenburg gewesen sein.

## Leben
Hieronymus war Angehöriger des sächsischen Adelsgeschlechts von Dieskau, ein Sohn des kurbrandenburgischen Geheimen Hofrates und Gesandten Hieronymus von Dieskau (1565–1625) und der Anna Pflug aus dem Hause Kottwitz († 1635). Seine Eltern schickten ihn auf die Universität Leipzig, wo er sich im Jahre 1609 immatrikulierte. Im Unterschied zum Vater wurde er zu dessen Lebzeiten auch als Hieronymus von Dieskau der Jüngere bezeichnet.
Nach dem Tod seines begüterten Vaters im Juli 1625 erbte er gemeinsam mit seinen Brüdern die väterlichen Rittergüter im Kurfürstentum Brandenburg und im Kurfürstentum Sachsen. Im Zuge einer Erbteilung erhielt er aus der väterlichen Erbmasse die beiden Rittergüter Queis und Benndorf.
1632 wurde Hieronymus von Dieskau Mitglied der Fruchtbringenden Gesellschaft. Er erhielt den Namen Der Verneuernde.

## Familie
Am 23. Oktober 1620 schloss er mit seiner zukünftigen Ehefrau Agnes Schieck aus dem Hause Reinsdorf (1613–1641) einen Vertrag über das Leibgedinge, den sein Vater und die angehende Schwiegermutter bestätigten, da der Vater der Braut, Wolf Dietrich Schieck zu Reinsdorf, bereits verstorben war. Aus der Ehe gingen u. a. die drei Söhne Hans Wolf, Hieronymus Dietrich (1629–1682) und Gustav Carl von Dieskau hervor, die noch unmündig waren, als der Vater im Herbst 1641 verstarb.